# Protodrilida
Protodrilida ist der Name einer Ordnung sehr kleiner, im Sandlückensystem lebender und sich von Bakterien ernährender Vielborster (Polychaeta), die in Meeren weltweit zu finden sind.

## Merkmale
Die Protodrilida haben meist einen durchsichtigen bis weißlichen, bisweilen gelben, orangefarbenen oder grünen Körper, der je nach Untertaxon 1,6 bis 30 mm lang wird und bis zu 200 Segmente zählt. Der Kopf besteht aus einem kleinen, dreieckigen oder runden Prostomium und einem Peristomium, das einen vollständigen Ring um den Mund bildet. Am Prostomium sitzen bei allen Arten von Saccocirrus (Saccocirridae) und einigen Arten von Protodrilus (Protodrilidae) einfache, zweizellige, pigmentierte Augen, doch fehlen sie bei allen anderen bekannten Arten des Taxons. Bei allen Protodrilida sitzt aber an der Basis des Prostomiums ein Paar Nuchalorgane. Die Tiere besitzen meist bauchseitig der Fortbewegung dienende Wimperreihen, deren Umfang und Form aber stark variiert. Sämtliche Arten besitzen am Prostomium ein Paar sehr bewegliche Palpen (auch als „Tentakel“ bezeichnet) mit Sinnesfunktion und ohne die für die Canalipalpata typische Wimpernrinne. Bei den Protodrilidae und den Saccocirridae, nicht jedoch den Protodriloididae, verläuft durch jede der Palpen ein möglicherweise coelomatischer, als Hydroskelett innerer Kanal, und beide vereinigen sich im Prostomium. Sämtliche Protodrilida haben an ihrem Pygidium zwei, manchmal drei Lappen mit Klebdrüsen, mit denen sich die Tiere an Sedimentkörnern festheften. Die meisten Protodrilida – nicht jedoch einige Saccocirridae – haben einen ventral liegende Pharynx, von dem nicht bekannt ist, ob er sich ausstülpen lässt. Bei Astomus taenioides (Parenterodrilus taenioides) ist das Verdauungssystem reduziert, doch fehlen auch symbiontische Bakterien, wie es sie etwa bei vergleichbaren Fällen wie den Bartwürmern gibt. Ein einfaches geschlossenes Blutgefäßsystem mit farblosem Blut ist vorhanden, doch fehlt ein zentrales Herz. Die Nephridien sind bei den Protodrilidae Protonephridien und bei den Saccocirridae Metanephridien.

## Lebensraum
Die Protodrilida leben im Sandlückensystem vergleichsweise sauberer, grober Sedimente mit wenig Detritus in der Gezeitenzone oder auch darunter. Die meisten Arten weiden die Bakterien ab, die auf der Oberfläche der Sandkörner leben.
Die Tiere bewegen sich mithilfe ihres bauchseitigen Wimpernstreifens fort und vermögen sich mithilfe klebriger Substanzen aus Drüsen insbesondere an den beiden Lappen am Pygidium an einem Sandkorn festzuhaften. Astomus taenioides in den Korallensänden von Moorea (Französisch-Polynesien), der nur einen rudimentären Darm besitzt, ernährt sich von gelösten organischen Substanzen, die über erweiterte Seitenlappen aufgenommen werden.

## Entwicklungszyklus
Soweit bekannt, sind alle Protodrilida getrenntgeschlechtlich. Bei den Saccocirridae ist eine Begattung mit Penis und Vagina beobachtet worden. Bei den Protodrilidae erfolgt die Begattung mit Spermatophoren, so dass es auch hier zu innerer Befruchtung kommt. Die befruchteten Eier werden bei den meisten Arten durch teilweises Zerreißen der Epidermis entlassen, bei einigen Arten aber über Eileiter, bei denen es sich um Protonephridien mit Coelomtrichter handelt. Die Entwicklung verläuft meist über eine frei schwimmende Trochophora-Larve, bei Protodriloides mit seinen sehr großen Eiern jedoch direkt in einem Kokon, aus dem fertige Würmer schlüpfen.

## Systematik
1868 beschrieb Anton Schneider die erste Art, die heute zu dieser Gruppe gezählt wird, Polygordius purpureus. Berthold Hatschek stellte diese Art 1881 in eine neue Gattung Protodrilus. Berthold Hatschek beschrieb 1891 innerhalb der Annelida die Unterklasse Archiannelides mit den Gattungen Protodrilus und Polygordius, denen er jeweils den Status einer Familie zuerkannte: Protodrilidae (im Meere, im Sande) und Polygordiidae (im Meere, Strandregion). Ausdrücklich schloss er weitere Familien aus, die von anderen Forschern hierher gestellt wurden, womit er unter Archiannelides im Wesentlichen eine Gruppe im Umfang des späteren Taxons Protodriliformia verstand. Marian Hope Pettibone beschrieb 1982 die Ordnung Protodrilida mit den Familien Protodrilidae (Protodrilus und Protodriloides) und Saccocirridae. Günter Purschke und Claude Jouin-Toulmond stellten 1988 das Taxon Protodrilida, in das sie die Gattungen Parenterodrilus, Protodriloides, Protodrilus und Saccocirrus einbezogen, als monophyletische Gruppe der Schwestergruppe der Spionida gegenüber, während Kristian Fauchald und Gregory Rouse 1997 eine solche Beziehung nicht erkennen konnten und die drei Familien Protodrilidae, Protodriloididae und Saccocirridae als familiae incertae sedis in die Ordnung Canalipalpata stellten.
Zu den drei Familien in der Ordnung Protodrilida gehören folgende Gattungen:
- Protodrilidae Hatschek, 1891
  - Protodrilus Hatschek, 1881
  - Astomus Jouin, 1979 (Synonym Parenterodrilus, einzige Art Astomus taenioides)
  - Claudrilus Martínez, Di Domenico, Rouse & Worsaae, 2015
  - Lindrilus Martínez, Di Domenico, Rouse & Worsaae, 2015
  - Megadrilus Martínez, Di Domenico, Rouse & Worsaae, 2015
  - Meiodrilus Martínez, Di Domenico, Rouse & Worsaae, 2015
- Protodriloididae Purschke & Jouin, 1988
  - Protodriloides Jouin, 1966
- Saccocirridae Czerniavsky, 1881
  - Saccocirrus Bobretzky, 1872